# Ptychobela opisthochetos
Ptychobela opisthochetos is een slakkensoort uit de familie van de Pseudomelatomidae. De wetenschappelijke naam van de soort is voor het eerst geldig gepubliceerd in 1989 door Kilburn.